# George Eugene Uhlenbeck

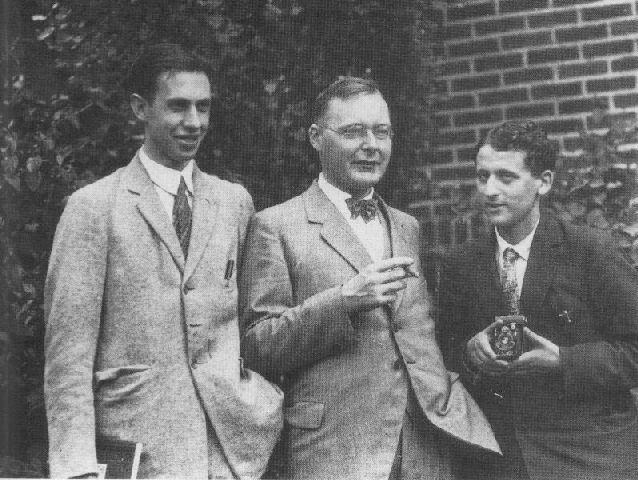
Uhlenbeck (links), Kramers und Goudsmit

George Eugene Uhlenbeck (* 6. Dezember 1900 in Batavia (heute: Jakarta), Indonesien; † 31. Oktober 1988 in Boulder, Colorado, USA) war ein US-amerikanischer Physiker niederländischer Herkunft. 
Neben verschiedenen Arbeiten zur Atom- und Kernphysik postulierte er 1925 gemeinsam mit Samuel Abraham Goudsmit die Existenz des Elektronenspins.

## Leben
Uhlenbecks Vater diente in der Armee der Niederländischen Ostindiengesellschaft und die Familie siedelte wieder in den Niederlanden in Den Haag, als er sechs Jahre alt war. Er studierte zunächst Chemieingenieurwesen an der Technischen Hochschule Delft, da er zunächst wegen fehlenden altsprachlichen Unterrichts keine Universitätszulassung erhalten hatte, wechselte aber kurz darauf zum Physik-Studium an der Universität Leiden, wo er noch Hendrik Antoon Lorentz hörte und 1923 bei Paul Ehrenfest sein Diplom machte. Da er seinen Unterhalt selbst verdienen musste, unterrichtete er nebenbei an einer Mädchenschule und als Privatlehrer in Rom den Sohn des dortigen niederländischen Botschafters, wobei er auch Kontakte zu Enrico Fermi knüpfte. Danach war er zwei Jahre Assistent von Ehrenfest in Leiden, und in dieser Zeit fiel auch seine Arbeit über den Elektronenspin. Er promovierte 1927 an der Universität Leiden mit der Schrift Over statistische methoden in de theorie der quanta. Er hatte danach Professuren in Ann Arbor an der Universität von Michigan, wo er 1927 bis 1935 war (zuletzt als Associate Professor), 1935 bis 1939 an der Universität Utrecht, 1939 bis 1960 nochmals an der University of Michigan und ab 1960 an der Rockefeller University in New York City, wo er ab 1974 Professor Emeritus war. 1943 bis 1945 war er Wissenschaftler am Radiation Laboratory des Massachusetts Institute of Technology. 1954/55 war er Lorentz-Professor an der Universität Leiden und 1963/64 war er Van der Waals Professor an der Universität Amsterdam.
Unter anderem nach ihm benannt ist der Ornstein-Uhlenbeck-Prozess, ein Ergebnis seiner Beschäftigung mit statistischer Physik.
1964 wurde ihm gemeinsam mit Samuel Abraham Goudsmit die Max-Planck-Medaille verliehen. 1958 hielt er einen Plenarvortrag auf dem Internationalen Mathematikerkongress in Edinburgh (Some fundamental problems of statistical physics). Er war seit 1931 Fellow der American Physical Society und seit 1955 Mitglied der National Academy of Sciences. 1957 wurde er in die American Philosophical Society und 1964 in die American Academy of Arts and Sciences gewählt. 1979 erhielt er den Wolf-Preis in Physik und 1976 die National Medal of Science. 1959 war er Präsident der American Physical Society.
Er ist der Schwiegervater von Karen Uhlenbeck.
Am 5. Juli 2001 wurde der Asteroid (9687) Uhlenbeck nach ihm benannt.